# (7824) Lynch
(7824) Lynch est un astéroïde de la ceinture principale.

## Description
(7824) Lynch est un astéroïde de la ceinture principale. Il fut découvert le 7 septembre 1991 à l'observatoire Palomar par Eleanor Francis Helin. Il présente une orbite caractérisée par un demi-grand axe de 2,26 UA, une excentricité de 0,21 et une inclinaison de 8,7° par rapport à l'écliptique.

## Compléments